# شنبوث
شُنْبُوث (الاسم العلمي: Amphimallon)، جنس حشرات خنفسية من رتبة غمديات الأجنحة وفصيلة الجعليات.